# Citrix Presentation Server
O Citrix Presentation Server é a evolução do software original Citrix MetaFrame, da empresa Citrix, um servidor de ambiente de trabalho remoto baseado em Microsoft Windows. Está disponível para os sistemas operacionais Linux e Windows.